# 3823 Йорій
3823 Йорій (3823 Yorii) — астероїд головного поясу, відкритий 10 березня 1988 року.
Тіссеранів параметр щодо Юпітера — 3,178.
Названо на честь Йорій (яп. よりい(寄居)).